# Gnophos hindukushi
Gnophos hindukushi är en fjärilsart som beskrevs av Ebert 1965. Gnophos hindukushi ingår i släktet Gnophos och familjen mätare. Inga underarter finns listade i Catalogue of Life.